# ドロンボー一味
ドロンボー一味は、タイムボカンシリーズのうち『ヤッターマン』およびその派生作品に登場する三人組（三悪）。

## メンバー
ドロンジョ
アニメ『ヤッターマン』では、前作『タイムボカン』のマージョ一味のマージョが改名したという設定。
ラジオドラマ『平成タイムボカン』では、バー「ぶちっくドロンボー」を経営。
トンズラー
アニメ『ヤッターマン』では、前作『タイムボカン』のマージョ一味のワルサーが改名したという設定。
ラジオドラマ『平成タイムボカン』では、プロレス団体「WHH」の社長。
ボヤッキー（はやてこん）
アニメ『ヤッターマン』では、前作『タイムボカン』のマージョ一味のグロッキーが改名したという設定。
OVA『タイムボカン王道復古』では、おハナちゃん（声 - 滝沢久美子）と結婚して、国分寺でそば屋を経営。
ラジオドラマ『平成タイムボカン』では、ラスベガスのカジノで大儲けする。

## 登場作品
なお、ドロンボー一味を名乗っていても、各作品で設定が異なり、『夜ノヤッターマン』のように『ヤッターマン』に登場したドロンボー一味とは明らかに別の存在（先祖と子孫という関係）というものも存在する。
太文字はレギュラー登場した作品
アニメ
- ヤッターマン
- ゼンダマン - 第2話でコクピットメカ「おだてブタ」が登場した際、アクダマン（アクダマトリオ）の姿が、一瞬だけ、ドロンボー一味に変わる。
- ヤットデタマン - 第40話で歴代三悪・歴代善玉（『タイムパトロール隊オタスケマン』の東南長官やパトロール隊員を含む）とともに、舞台中継版「ヤットデタマン」の観客役で登場。
- 逆転イッパツマン - 第41話でオタケスマンが登場した時、ムンムンの姿が、一瞬だけ、ドロンジョに変わる。
- タイムボカン王道復古 - 「チキチキ・ウゴウゴ・ホゲホゲマシーン猛レース」では『タイムボカン』から『イタダキマン』までの歴代三悪とともに登場。作中、実質的な主人公。「ヤッターマン タツノッコン王国で同窓会だコロン」では、タツノッコン王国のトグロストーンを狙いタツノッコン王国に潜入。
- タイムボカン2000 怪盗きらめきマン - 喫茶店「ドロンボー」の店員として登場。
- 世紀末伝説 ワンダフルタツノコランド - 1999年12月31日に年越し特番『超える!テレビ』内で放送。歴代タツノコキャラが登場する中、『ハクション大魔王』の魔王・アクビ・カンちゃんとともに、中心的なキャラとして登場。
- ヤッターマン - リメイクアニメ版（2008年版）。アニメ『ヤッターマン』のドロンボー一味と同じ存在だがドクロベエに一部の記憶を奪われているため、初期のことを覚えていたり、忘れており、ラストでは自分たちの本当の年齢が分からなくなる描写がある。
- 夜ノヤッターマン - 悪政・独裁のヤッターマンにおしおきをするべく、ドロンボー一味の子孫が新たなドロンボー（新生ドロンボー）となる。第12話に初代ドロンジョが声のみ登場。
- グッド・モーニング!!!ドロンジョ - 『ZIP!』内で放送されたミニアニメ。

アニメ映画
- ヤッターマン - テレビシリーズ第5話
- タイムパトロール隊オタスケマン アターシャの結婚披露宴!? - アターシャの結婚式の席上、歴代善玉・三悪とともに招待客役で登場したが、実はオジャママンの黒幕トンマノマントによる幻影だったため、本物は登場しなかった。
- 劇場版 ヤッターマン 新ヤッターメカ大集合! オモチャの国で大決戦だコロン! - リメイクアニメ版（2008年版）の劇場版。
- ヤッターマン 星空大作戦だコロン!! - リメイクアニメ版（2008年版）のプラネタリウム映画。

実写映画
- ヤッターマン

テレビドラマ
- DORONJO / ドロンジョ - ドロンジョになるまでを描いている。

ラジオドラマ
- 平成タイムボカン - 「復活！世直しドロンボー」では、ボヤッキーがラスベガスのカジノで大儲けし、ドロンボー一味が世直しのために活動する内容となっている。「カエッテキタマン」では、正義に目覚めていたが、正義の味方アレルギーを発症してしまう。

ドラマCD
- 悪玉馬券塾 - 『タイムボカン王道復古』の第1話「チキチキ・ウゴウゴ・ホゲホゲマシーン猛レース」の前話
- タイムボカン王道復古 特訓満漢全席 - 『タイムボカン王道復古』の第2話「ヤッターマン タツノッコン王国で同窓会だコロン」の前話

LPドラマ
- アターシャの披露宴 - 『タイムパトロール隊オタスケマン』のオジャママンのアターシャが主人公。

小説
- 異世界ドロンジョの野望（著:大楽絢太）

漫画
- ただいま参上!!ヤッターマン（著:難波孝）
- ヤッターマン外伝 ボケボケボヤッキー（著:萬屋不死身之介）
- ヤッターマン デンゲキ大作戦（著:帯ひろ志）
- ドロンジョさまは転生しても悪役令嬢のままだった（著:香月心）

ミュージック・ビデオ
- アラシ★タツノコ animation film of Believe

ゲーム
- ボカンと一発!ドロンボー
- ボカンですよ - 共通エンディングのラスト、リメイクアニメ版に繋がるような発言をしている。
- ボカン伝説 ブタもおだてりゃドロンボー
- ボカンGoGoGo
- NEWヤッターマン 難題かんだいヤジロベエ - ボスキャラクターとして登場。
- ヤッターマンDS ビックリドッキリ大作戦だコロン
- ヤッターマンDS2 ビックリドッキリアニマル大冒険
- ヤッターマンWii ビックリドッキリマシンで猛レースだコロン
- タツノコ VS. CAPCOM CROSS GENERATION OF HEROES
- TATSUNOKO VS. CAPCOM ULTIMATE ALL-STARS

パチンコ
- CRヤッターマン
- CRドロンジョにおまかせ
- CRAポチッと一発! おだてブタ

パチスロ
- ドロンジョにおまかせ
- ヤッターマン只今参上

ケータイアプリ
- RPGヤッターマン
- アクションメカバトル ヤッターマン
- ヤッターマン×ボンバーマン
- MobageタツノコオールスターズULTIMATE CARD BATTLE
- Mobageタイムボカンクロニクル

その他
- お願い!ランキング - 2012年12月31日放送の年越しSPで、ハクション大魔王らとともに、「懐かしアニメキャラ」メンバーとして登場。魔王とは先述の『ワンダフルタツノコランド』以来、12年ぶりの共演。なお、三悪の声優3人が揃って出演したのはこれが最後となった（2015年6月18日にたてかべ和也が死去したため）。

## キャスト
他のタイムボカンシリーズの三悪同様、ドロンジョを小原乃梨子、ボヤッキーを八奈見乗児、トンズラーをたてかべ和也がそれぞれ演じている。
ただし、以下の作品は異なるキャストが配役されている。
夜ノヤッターマン、2015年以降のパチンコ・パチスロ、CMなど
ドロンジョ：喜多村英梨、ボヤッキー：平田広明、トンズラー：三宅健太
グッド・モーニング!!!ドロンジョ
ドロンジョ：能町みね子、ボヤッキー：宮崎吐夢、トンズラー：深田純
実写映画「ヤッターマン」
ドロンジョ：深田恭子、ボヤッキー：生瀬勝久、トンズラー：ケンドーコバヤシ
テレビドラマ「DORONJO / ドロンジョ」
ドロンジョ：池田エライザ（幼少期:太田結乃）、ボヤッキー：矢本悠馬（幼少期:増山竣大）、トンズラー： 一ノ瀬ワタル（幼少期:東原武久都）

## 登場メカ

### アニメ『ヤッターマン』登場メカ
ダイドコロン
#複数作品登場メカを参照。
ケーキメカ
#複数作品登場メカを参照。
アマガサッパー
#複数作品登場メカを参照。
ウンドバット
#複数作品登場メカを参照。
オーケストラン
#複数作品登場メカを参照。
カッパラッター
第6話に登場。
サボカズラー
#複数作品登場メカを参照。
イレバルーン
#複数作品登場メカを参照。
ブタペット
第9話に登場。
ガラクタンク
第10話に登場。
トンカチーン
#複数作品登場メカを参照。
タイムウオッチン
#複数作品登場メカを参照。
ハンドバック
第13話に登場。
ギンギラーギン
#複数作品登場メカを参照。
ミルクブレンダー
第15話に登場。
チクオンカー
#複数作品登場メカを参照。
ビューティーベルダー
第17話に登場。
レバニラーメン
第18話に登場。
ガードローラー
#複数作品登場メカを参照。
アイロンホース
第20話に登場。
エキスパンドン
第21話に登場。
ラクラクダー
第22話に登場。
キャンバスダー
第23話に登場。
チクリンコ
第24話に登場。
AFOメカ
#複数作品登場メカを参照。
チャンネルン
第26話に登場。
ダイコハッパー
#複数作品登場メカを参照。
クレーター号
第28話に登場。
バリカンダーメカ
#複数作品登場メカを参照。
ストロボンドメカ
第30話に登場。
カメカメヨッター
第31話に登場。
クジラッタ
第32話に登場。
ミノムシーン
第33話に登場。
ブーツルザー
第34話に登場。
スカンタコ
#複数作品登場メカを参照。
ウラナイーン
第36話に登場。
ウエディングベラーズ
第37話に登場。
マジックボックス
第38話に登場。
オンライナー
第39話に登場。
カッピーカ
第40話に登場。
カーペタンク
第41話に登場。
トロッコバイテーン
第42話に登場。
ビジンダー
第43話に登場。
チクチクリンメカ
#複数作品登場メカを参照。
バスガマシーン
第45話に登場。
ヤカブトーザ
第46話に登場。
シュッポーダー
第47話に登場。
スーパーカーモドキ
第48話に登場。
マイクロケット
第49話に登場。
ボールタンク
#複数作品登場メカを参照。
イカタゴサク
#複数作品登場メカを参照。
トットツール
第52話に登場。
カイリキーン
第53話に登場。
サザエダー
第54話に登場。
ヨロイカブトン
#複数作品登場メカを参照。
コブラツイスター
第56話に登場。
ウキウキダー
第57話に登場。
カゴノトーリー
第58話に登場。
テレビカメラン
第59話に登場。
ヤドカリメカ
第60話に登場。
バンガロン
第61話に登場。
ハイジャッキー
#複数作品登場メカを参照。
コンテナタンク
第63話に登場。
イカルスV2
第64話に登場。イカの形をした宇宙船。学習塾を装った裏口入学斡旋で儲けた資金で製作されたが、インチキ商売をモチーフとしていない数少ないメカである。
オニガワラッター
第65話に登場。
カリコミサファリー
#複数作品登場メカを参照。
メンドウタンク
#複数作品登場メカを参照。
コオリカキーラ
第68話に登場。
ピッケルトーザー
第69話に登場。
テングバーナーメカ
第70話に登場。
ロクロック
第71話に登場。
ヌイッチール
第72話に登場。
メカカマト
#複数作品登場メカを参照。
メカスポットライト
第74話に登場。
ナメクジラン
第75話に登場。
チクチクボカン
第76話に登場。
カブトラー
第77話に登場。
パーマネンキ
第78話に登場。
マホウビンダー
第79話に登場。
ボールビンメカ
第80話に登場。
ヨガカンノン
第81話に登場。
シルクハッター
第82話に登場。
コウバーン
第83話に登場。
サウナプター
第84話に登場。
バケクラゲ
第85話に登場。
ホーカホカメカ
第86話に登場。
ムシヤキンダー
第87話に登場。
アイアンウッド
第88話に登場。
ヨロイタイクーン
第89話に登場。
エイシャプライズ
第90話に登場。
ピラミッドン
第91話に登場。
ブローチフォー
第92話に登場。
ギンギラギン
第93話に登場。
カラオケストン
第94話に登場。
ミリキテーキ
第95話に登場。
ガラクタンク
第96話に登場。
タマダバクダン
第97話に登場。
ペンミサイラー
第98話に登場。
カブトタック
第99話に登場。
カキマーゼル
第100話に登場。
サンゴレインボー
第101話に登場。
ロッジスベール
第102話に登場。
クリーニングサンダー
第103話に登場。
ブタイガー
第104話に登場。
ヨイショタンク
第105話に登場。
ガソリンカー
#複数作品登場メカを参照。
メカステレオン
第107話に登場。
ブックタンク
#複数作品登場メカを参照。

### ラジオドラマ『平成タイムボカン』登場メカ
スーパーマシン4704 / 世直し号
「復活！世直しドロンボー」でのメインメカ。
超タイムガイコッツ2
#他作品のメカを参照。

### リメイクアニメ『ヤッターマン』登場メカ
登場メカ
トーキョーダワー
第1話に登場。
カンニンシテー
第2話に登場。
ポップゴーン
第3話に登場。
ユキウサギーン
第4話に登場。
ガリガリキュイーン
第5話に登場。
フランスパンシュタイン
第6話に登場。
キンキラーキン
第7話に登場。
ワダアッコー
第8話に登場。
スフィンクスーン
第9話に登場。
サイゴードーン
第10話に登場。
キョーカイダー
第11話に登場。
ドン・ルーレット
第12話に登場。
ゴーゴーゴールデンコイノボラー
スペシャルに登場。
カモネギーン
第13話に登場。
マンモップス
第14話に登場。
ヤドカリーン
第15話に登場。
キンギンカクーン
第16話に登場。
ワビサビーン
第17話に登場。
ブリキングゼット
第18話に登場。
ボディビルダー
第19話に登場。
キンギョーン→ピラニアメカ
第20話に登場。
アラビンドビーン
第21話に登場。
サヌキウッドーン
第22話に登場。
カイテンゴンドラーン
第23話に登場。
ウグイスのジョー
第24話に登場。
ダイオーイカーン
第25話に登場。
ゼータダイオーイカーン
第25話に登場。
コーコーQG
第26話に登場。
エドハルミヨン
第27話に登場。
サチコDX
第28話に登場。
アイーッスホッケ
第29話に登場。
モナオオカミーン
第30話に登場。
ガッQイインチョー
第31話に登場。
バクハツメカ
第32話に登場。
デブショー
第33話に登場。
アッカンベッコー
第34話に登場。
イカリブータン
第35話に登場。
イチネンセイント
第36話に登場。
ヒバゴング
第37話に登場。
ゴンドラネーコ
第38話に登場。
カラオケラー
第39話に登場。
スカンタコ09
#複数作品登場メカを参照。
カメハメハメカ
第41話に登場。
レジスタンス
第42話に登場。
ダミゴエモンキー
第43話に登場。
クジャクノイチ
第44話に登場。
アイラブニューヨーク
第45話に登場。
スモモモモモモモモタロー
第46話に登場。
ヤカンガルー
第47話に登場。
タナバッタモン
第49話に登場。
ツチノコギリ
第50話に登場。
ブルーザーブルドック
第51話に登場。
ハラミギュターン
第52話に登場。
アフロデイイッテ
第53話に登場。
ホラーアナグマ
第54話に登場。
ウエディングケーキング
第55話に登場。
ジョーキキカンシャーク
第56話に登場。
オークニャカタ
第57話に登場。
リョーマゼヨーン
第58話に登場。
アトラークッション
劇場版に登場。
ゴールデンバー
劇場版に登場。
ヤッターゼロ
劇場版に登場。
オタスケサンデー号
#他作品のメカを参照。
ドロンキング
第59話と第60話（最終話）に登場。

### 実写版『ヤッターマン』登場メカ
ダイドコロン
#複数作品登場メカを参照。
バージンローダー
『ヤッターマン』第37話のウェディングベラーズのリファイン。
イカタゴサク
#複数作品登場メカを参照。

### OVA『タイムボカン王道復古』登場メカ
ロリコンダー
「ヤッターマン タツノッコン王国で同窓会だコロン」で登場。
セーラームンムン
「ヤッターマン タツノッコン王国で同窓会だコロン」で登場。ロリコンダーから成長した姿。
オバンバー
「ヤッターマン タツノッコン王国で同窓会だコロン」で登場。セーラームンムンから成長した姿。

### ゲーム『NEWヤッターマン』登場メカ
ブッターボ
ゲームオリジナル。
ガンポッポ
ゲームオリジナル。
キャプテンプック
ゲームオリジナル。

### アニメ『夜ノヤッターマン』登場メカ
デコピンメカ
第2話に登場。
ダイナマイトメカ
第3話に登場。第12話（最終話）では、二号機が登場。
エテコー
第4話に登場。
チンギスハーン
第5話に登場。
オハナツーミ
第6話に登場。
オクトパース
第7話に登場。
ドーコイーカ・ダイオイーカ
第7話に登場。
ダイドコロン
#複数作品登場メカを参照。

### 複数作品登場メカ
ダイドコロン
アニメ『ヤッターマン』第1話では、レストランで儲けた資金で開発された。
アニメ『タイムボカン王道復古』第1話でもレースマシンとして復活した。
リメイクアニメ『ヤッターマン』では、「ダイドコロン08」として登場。
実写版『ヤッターマン』では、冒頭の戦いに登場。
アニメ『夜ノヤッターマン』では、第11話の過去の映像に登場。その後、第12話（最終話）で、ヤッターコウノトリの残骸から制作される。
アニメ『グッド・モーニング!!!ドロンジョ』では、ガッチャマンやギャラクターと死闘を繰り広げる。
ゲーム『ボカン伝説 ブタもおだてりゃドロンボー』にも登場。
ゲーム『タツノコVSCAPCOM』にも必殺技として登場するなどドロンボーメカの代表格としてほとんどの作品に出ている。
ケーキメカ
アニメ『ヤッターマン』第2話では、ケーキ屋 で儲けた資金で開発された。
ゲーム『ボカン伝説 ブタもおだてりゃドロンボー』にも登場。
アマガサッパー
アニメ『ヤッターマン』第3話では、傘屋で儲けた資金で開発された。
ゲーム『ボカン伝説 ブタもおだてりゃドロンボー』にも登場。
ウンドバット
アニメ『ヤッターマン』第4話では、スポーツ用品店で儲けた資金で開発された。
ゲーム『ボカン伝説 ブタもおだてりゃドロンボー』にも登場。
オーケストラン
アニメ『ヤッターマン』第5話では、楽器店で儲けた資金で開発された。
ゲーム『ボカン伝説 ブタもおだてりゃドロンボー』にも登場。
サボカズラー
アニメ『ヤッターマン』第7話では、花屋で儲けた資金で開発された。
ゲーム『ボカン伝説 ブタもおだてりゃドロンボー』にも登場。
イレバルーン
アニメ『ヤッターマン』第8話では、歯医者で儲けた資金で開発された。
ゲーム『ボカン伝説 ブタもおだてりゃドロンボー』にも登場。
トンカチーン
アニメ『ヤッターマン』第11話では、建設業で儲けた資金で開発された。
ゲーム『ボカン伝説 ブタもおだてりゃドロンボー』にも登場。
タイムウオッチン
アニメ『ヤッターマン』第12話では、時計店で儲けた資金で開発された。
ゲーム『ボカン伝説 ブタもおだてりゃドロンボー』にも登場。
ギンギラーギン
アニメ『ヤッターマン』第14話では、宝石店で儲けた資金で開発された。
ゲーム『ボカン伝説 ブタもおだてりゃドロンボー』にも登場。
チクオンカー
アニメ『ヤッターマン』第16話では、骨とう品店で儲けた資金で開発された。
ゲーム『ボカン伝説 ブタもおだてりゃドロンボー』にも登場。
ガードローラー
アニメ『ヤッターマン』第19話では、造幣局から盗んだ資金で開発された。
ゲーム『ボカン伝説 ブタもおだてりゃドロンボー』にも登場。
AFOメカ
アニメ『ヤッターマン』第25話では、天文台で儲けた資金で開発された。
ゲーム『ボカン伝説 ブタもおだてりゃドロンボー』にも登場。
ダイコハッパー
アニメ『ヤッターマン』第27話では、八百屋で儲けた資金で開発された。
ゲーム『ボカン伝説 ブタもおだてりゃドロンボー』にも登場。
バリカンダーメカ
アニメ『ヤッターマン』第29話では、床屋で儲けた資金で開発された。
ゲーム『ボカン伝説 ブタもおだてりゃドロンボー』にも登場。
スカンタコ
アニメ『ヤッターマン』第35話では、貸しボート屋で儲けた資金で開発された。
リメイクアニメ『ヤッターマン』第40話では、「スカンタコ09」として登場。
チクチクリンメカ
アニメ『ヤッターマン』第44話では、フェンシング講師で儲けた資金で開発された。
ゲーム『ボカン伝説 ブタもおだてりゃドロンボー』にも登場。
ボールタンク
アニメ『ヤッターマン』第50話では、ゲームセンターで儲けた資金で開発された。
ゲーム『ボカン伝説 ブタもおだてりゃドロンボー』にも登場。
イカタゴサク
アニメ『ヤッターマン』第51話では、魚屋で儲けた資金で開発された。
実写版『ヤッターマン』では、最終決戦に登場。
ヨロイカブトン
アニメ『ヤッターマン』第55話では、日本刀の販売で儲けた資金で開発された。
ゲーム『ボカン伝説 ブタもおだてりゃドロンボー』にも登場。
ハイジャッキー
アニメ『ヤッターマン』第62話では、旅行会社で儲けた資金で開発された。
ゲーム『ボカン伝説 ブタもおだてりゃドロンボー』にも登場。
カリコミサファリー
アニメ『ヤッターマン』第66話では、見世物小屋で儲けた資金で開発された。
ゲーム『ボカン伝説 ブタもおだてりゃドロンボー』にも登場。
メンドウタンク
アニメ『ヤッターマン』第67話では、剣道道場で儲けた資金で開発された。
ゲーム『ボカン伝説 ブタもおだてりゃドロンボー』にも登場。
メカカマト
アニメ『ヤッターマン』第73話では、ホテル業で儲けた資金で開発された。
ゲーム『ボカン伝説 ブタもおだてりゃドロンボー』にも登場。
ガソリンカー
アニメ『ヤッターマン』第106話では、ガソリンスタンドで儲けた資金で開発された。
ゲーム『ボカン伝説 ブタもおだてりゃドロンボー』にも登場。
ブックタンク
アニメ『ヤッターマン』第108話（最終話）に登場。
ゲーム『ボカン伝説 ブタもおだてりゃドロンボー』にも登場。
ドロンジョカー
ゲーム『ボカンと一発!ドロンボー』で初登場。ゲーム『ボカンですよ』にも登場。
ゲーム『ヤッターマンWii ビックリドッキリマシンで猛レースだコロン』にも登場。こちらでは強化型の「新ドロンジョカー」「ドロンジョカーS」「新ドロンジョカーS」も登場。
ボヤッキーカー
ゲーム『ボカンと一発!ドロンボー』で初登場。ゲーム『ボカンですよ』にも登場。
ゲーム『ヤッターマンWii ビックリドッキリマシンで猛レースだコロン』にも登場。こちらでは強化型の「新ボヤッキーカー」「ボヤッキーカーS」「新ボヤッキーカーS」も登場。
トンズラーカー
ゲーム『ボカンと一発!ドロンボー』で初登場。ゲーム『ボカンですよ』にも登場。
ゲーム『ヤッターマンWii ビックリドッキリマシンで猛レースだコロン』にも登場。こちらでは強化型の「新トンズラーカー」「トンズラーカーS」「新トンズラーカーS」も登場。
ドクロベエメカ
ゲーム『ボカンですよ』で初登場。
ゲーム『ボカン伝説 ブタもおだてりゃドロンボー』にも登場。こちらでは強化型の「ドクロベエメカ2」も登場。
ドロンボータンク
ゲーム『ボカン伝説 ブタもおだてりゃドロンボー』で初登場。
ゲーム『ボカンGoGoGo』にも、他の三悪のコアメカと同等の扱いで登場する。

### 他作品のメカ
タイムガイコッツ
元は『タイムボカン』のマージョ一味のメカ。
ゲーム『ボカンと一発!ドロンボー』とゲーム『ボカンですよ』に登場。
『平成タイムボカン』の「カエッテキタマン」では、ドロンボー一味のメインメカとして「超タイムガイコッツ2」が登場。
シャレコーベカー
元は『ゼンダマン』のアクダマン（アクダマトリオ）のメカ。
ゲーム『ボカンと一発!ドロンボー』とゲーム『ボカンですよ』に登場。
オタスケサンデー号
元は『タイムパトロール隊オタスケマン』のオタスケマンのメカ。
リメイクアニメ『ヤッターマン』第59話にドロンキングを輸送するときに登場。
アンドロメダマ号
元は『タイムパトロール隊オタスケマン』のオジャママンのメカ。
ゲーム『ボカンと一発!ドロンボー』とゲーム『ボカンですよ』に登場。
タイムラクーダ
元は『ヤットデタマン』のミレンジョ一味のメカ。
ゲーム『ボカンと一発!ドロンボー』とゲーム『ボカンですよ』に登場。
シャレコーベバギー
元は『逆転イッパツマン』のクリーン悪トリオのメカ。
ゲーム『ボカンと一発!ドロンボー』とゲーム『ボカンですよ』に登場。
デンデンメカ
元は『イタダキマン』の二束三文トリオのメカ。
ゲーム『ボカンと一発!ドロンボー』とゲーム『ボカンですよ』に登場。

## キャラクターソング
天才ドロンボー
作詞・作曲 - 山本正之 / 編曲 - 神保正明 / 歌 - 小原乃梨子、八奈見乗児、たてかべ和也
アニメ『ヤッターマン』初代エンディング。
ドロンボーのシラーケッ
作詞・作曲 - 山本正之 / 編曲 - 神保正明 / 歌 - 小原乃梨子、八奈見乗児、たてかべ和也
アニメ『ヤッターマン』2代目エンディング。
ドクロベエさまに捧げる歌
作詞 - 若林一郎 / 作曲 - 山本正之 / 編曲 - 神保正明 / 歌 - 山本正之、小原乃梨子、八奈見乗児、たてかべ和也
ドロンボーのなげき唄
作詞 - 松山貴之 / 作曲 - 山本正之 / 編曲 - 神保正明 / 歌 - ドロンボー（小原乃梨子、八奈見乗児、たてかべ和也）
―さんあく18年―君を離さない　チュッ☆
作詞・作曲 - 山本正之 / 編曲 - 神保正明 / 歌 - 小原乃梨子、八奈見乗児、たてかべ和也
OVA『タイムボカン王道復古』エンディング。
天才ドロンボー 実写版
作詞・作曲 - 山本正之 / 編曲 - 藤原いくろう / 歌 - ドロンボー（深田恭子、生瀬勝久、ケンドーコバヤシ）
実写版『ヤッターマン』劇中歌。
天才ドロンボー'08
作詞・作曲 - 山本正之 / 編曲 - 安部潤 / 歌 - ドロンボー（小原乃梨子、八奈見乗児、たてかべ和也）
リメイクアニメ『ヤッターマン』挿入歌
天才ドロンボー 映画アニメ版
作詞・作曲 - 山本正之 / 編曲 - 神保正明 / 歌 - 小原乃梨子、八奈見乗児、たてかべ和也
リメイクアニメ『ヤッターマン』の劇場版の挿入歌
ドロンボー伝説'08
作詞・作曲 - 山本正之 / 編曲 - 安部潤 / 歌 - ドロンボー（小原乃梨子、八奈見乗児、たてかべ和也）
―さんあく30年―君を離さない　チュッ☆
作詞・作曲 - 山本正之 / 編曲 - 安部潤 / 歌 - ドロンボー（小原乃梨子、八奈見乗児、たてかべ和也）
リメイクアニメ『ヤッターマン』第59話挿入歌
ドロンボーのシラーケッ'08
作詞・作曲 - 山本正之 / 編曲 - 安部潤 / 歌 - ドロンボー（小原乃梨子、八奈見乗児、たてかべ和也）
ドクロベエさまに捧げる歌'08
作詞 - 若林一郎 / 作曲 - 山本正之 / 編曲 - 安部潤 / 歌 - ドロンボー（小原乃梨子、八奈見乗児、たてかべ和也）
ドロンボーのなげき唄'08
作詞 - 松山貴之 / 作曲 - 山本正之 / 編曲 - 安部潤 / 歌 - ドロンボー（小原乃梨子、八奈見乗児、たてかべ和也）